# هاري كوبر
هاري كوبر (بالإنجليزية: Harry Cooper)‏ (1850 - 21 يناير 1963 في الولايات المتحدة) هو لاعب كرة قدم أمريكي في مركز الهجوم. شارك مع منتخب الولايات المتحدة لكرة القدم. أما مع النوادي، فقد لعب مع New York Field Club ‏ وPaterson F.C. (NAFBL) ‏ وHarrison S.C. ‏ وContinentals F.C. ‏ وNewark Skeeters ‏.

## وصلات خارجية
- هاري كوبر على موقع أرشيف الشارخ.
- هاري كوبر على موقع عالم كرة القدم.نت (الإنجليزية)